# Kominje
Naselje Kominje, administrativno deo sela Kožlje, nalazi se južno od Novog Pazara, na udaljenosti oko 15 km, oko magistralnog puta koji vodi ka Ribariću.
Kominje se graniči sa sledećim naseljima: Kožlje, Golo Brdo, Kneževiće, Murovce sa teritorije grada Novog Pazara, kao i sa naseljem Žuče (pripada tutinskoj opštini). Jedan broj kuća je ispod magistrale a drugi deo sela je iznad puta. Nadmorska visina naselja je oko 1000 m.
Iznad sela su Kominjska brda, a najveće od njih je Teferič (Bandera 1112 m), iznad šume zvani Orlujak, Spasovik (1038 m). Šume se prostiru u obliku venca na području ovog sela i Murovaca. Dadina strana i Liješće su iznad seoskog puta a pružaju se od groblja do Cvetanog ravna. Izmedju Kominja i Murovaca proteže se Kosa. Ispod magistralnog puta nalaze se Sobne njive, Kamenjača, Vrbe i Duvarine. Vodu ka Kominjskoj reci odvodi Kominjski potok, koji počinje od Kominjskih bara a na mestu zvanom Vrtine ispod mosta spaja se sa Kožljanskim potokom, te zajedno čine Rijeku.
Najveći deo sela je pod livadskim površinama, a nazivaju ih: Brdo-livada, Spasovik više Korita, Gornje bare, livada Donje bare ispod Kleča, livada Medjupotače, Bečevac, Lokve, Drenovi, Sulejmanovača, livada Vrbe, Hozorovac ispod Sobnih njiva, Zenova i Mehova krčevina, Himov ravan i Baščica ispod Kamenjače. Seoski pašnjaci su: Kominjska brda, Liješće, Spasovik,Kose i Ledine. Njive su pretežno u stranama nedaleko od kuća: Sobne njive,Kamenjača, Ciganka, Bliznavce,Duvarine,njiva kod česmice.
U selu postoje osmogodišnja škola i prodavnica.

## Stanovništvo
Danas u selu žive Muslimani (Bošnjaci) i to nekoliko rodova: Sajtarići (2 domaćinstva),Džankovići (6 domaćinstava), Šabanovići (5 domaćinstava) i Šaćirovići (6 domaćinstava). Oni su u ovo selo stigli iz raznih krajeva današnje Srbije i Crne Gore. Pretpostavlja se da su se oni doselili tokom XIX veka.

## Naziv sela
U korenu naziva sela je reč komin ili izmenjeno kominj, što znači otpadak od groždja ili orahove zelene ljuske, a postoji i vino kominjak. Pošto se u pisanim izvorima pominju srednjovekovni vinogradi u okolini Novog Pazara, moguće je da se vinova loza gajila na sunčanim stranama sela. U slučaju ovog sela to je gotovo izvesno uzimajući u obzir postojanje zapuštene forme vinograda koja se nalazi ispod magistralnog puta.

## Istorija
U turskom popisu iz 1455. godine selo je upisano pod imenom Komini sa 14 domova, kao timar (imovina data na korišćenje) Ejnebegije Danišmenda, a u turskom zapisu za ovčarinu i torovinu iz 1585 godine, selo je upisano pod nazivom Komin gde se navodi jedan vlasnik sitne stoke, Radivoj Bogdan koji je imao 70 ovaca i koza. Krajem XIX i početkom XX veka deo sela prestavljao je agaluk Sajtarića a drugi deo agaluk Mumdžića iz Novog Pazara.

## Literatura
1. Fikret Sebečevac,Selim Šaćirović,Naselja Novopazarskog Kraja,(Beograd 1995)
2. Monografija Novi Pazar i okolina (Beograd 1969)